# Ministri delle finanze dell'Albania
Il presente elenco raccoglie tutti i nomi dei titolari del ministero delle finanze dell'Albania, dalla costituzione del dicastero nel 1912.

## Lista

### Albania indipendente (1912-1914)
| Ministro                                | Ministro                                | Ministro                                | Partito                                 | Primo Ministro                          | Mandato         | Mandato         |
| Ministro                                | Ministro                                | Ministro                                | Partito                                 | Primo Ministro                          | Inizio          | Fine            |
| Finanze                                 | Finanze                                 | Finanze                                 | Finanze                                 | Finanze                                 | Finanze         | Finanze         |
| --------------------------------------- | --------------------------------------- | --------------------------------------- | --------------------------------------- | --------------------------------------- | --------------- | --------------- |
|                                         |                                         | Abdi Toptani (1864-1942)                | Indipendente                            | Qemali                                  | 4 dicembre 1912 | ottobre 1913    |
|                                         |                                         | Jorgji Çako (1848-1934)                 | Indipendente                            | Qemali                                  | ottobre 1913    | 22 gennaio 1914 |
| Commissione Internazionale di Controllo | Commissione Internazionale di Controllo | Commissione Internazionale di Controllo | Commissione Internazionale di Controllo | Commissione Internazionale di Controllo | 22 gennaio 1914 | 14 marzo 1914   |

### Principato d'Albania (1914-1925)
| Ministro                             | Ministro                             | Ministro                             | Partito                              | Primo Ministro                       | Mandato          | Mandato          |
| Ministro                             | Ministro                             | Ministro                             | Partito                              | Primo Ministro                       | Inizio           | Fine             |
| Finanze                              | Finanze                              | Finanze                              | Finanze                              | Finanze                              | Finanze          | Finanze          |
| ------------------------------------ | ------------------------------------ | ------------------------------------ | ------------------------------------ | ------------------------------------ | ---------------- | ---------------- |
|                                      |                                      | Gaqo Adhamidhi (1859-1939)           | Indipendente                         | Përmeti I                            | 14 marzo 1914    | 28 maggio 1914   |
|                                      |                                      | Filip Noga (1867/1868-1917)          | Indipendente                         | Përmeti II                           | 28 maggio 1914   | 5 ottobre 1914   |
|                                      |                                      | Nexhati Libohova (1877-1915)         | Indipendente                         | Toptani                              | 5 ottobre 1914   | 26 maggio 1915 † |
|                                      |                                      | Haxhi Isuf Banka (1864-1944)         | Indipendente                         | Toptani                              | 27 maggio 1915   | 27 gennaio 1916  |
| Occupazione austro-ungarica/italiana | Occupazione austro-ungarica/italiana | Occupazione austro-ungarica/italiana | Occupazione austro-ungarica/italiana | Occupazione austro-ungarica/italiana | febbraio 1916    | novembre 1918    |
|                                      |                                      | Fejzi Alizoti (1874-1945)            | Indipendente                         | Përmeti III                          | 25 dicembre 1918 | 30 gennaio 1920  |
|                                      |                                      | Ndoc Çoba (1870-1945)                | Indipendente                         | Delvina                              | 30 gennaio 1920  | 15 novembre 1920 |
|                                      |                                      | Tefë Curani (1865-1941)              | Indipendente                         | Vrioni I                             | 15 novembre 1920 | 11 luglio 1921   |
| Vrioni II                            | 11 luglio 1921                       | Tefë Curani (1865-1941)              | Indipendente                         | 16 ottobre 1921                      |                  |                  |
|                                      |                                      | Ahmet Dakli (1879-1947)              | Indipendente                         | Evangjeli I                          | 16 ottobre 1921  | 6 dicembre 1921  |
| Koculi                               | 6 dicembre 1921                      | Ahmet Dakli (1879-1947)              | Indipendente                         | 6 dicembre 1921                      |                  |                  |
| Prishtina                            | 7 dicembre 1921                      | Ahmet Dakli (1879-1947)              | Indipendente                         | 12 dicembre 1921                     |                  |                  |
|                                      |                                      | Sulejman Starova (1874-1934)         | Indipendente                         | Kosturi                              | 12 dicembre 1921 | 24 dicembre 1921 |
|                                      |                                      | Kolë Thaçi (1886-1941)               | Indipendente                         | Ypi                                  | 24 dicembre 1921 | 2 dicembre 1922  |
| Zogu I                               | 2 dicembre 1922                      | Kolë Thaçi (1886-1941)               | Indipendente                         | 3 marzo 1924                         |                  |                  |
|                                      |                                      | Luigi Gurakuqi (1879-1925)           | Indipendente                         | Vërlaci I                            | 3 marzo 1924     | 30 maggio 1924   |
|                                      |                                      | Myfit Libohova (1876-1927)           | Indipendente                         | Vrioni III                           | 30 maggio 1924   | 16 giugno 1924   |
|                                      |                                      | Luigi Gurakuqi (1879-1925)           | Indipendente                         | Noli                                 | 16 giugno 1924   | 6 gennaio 1925   |

### Repubblica albanese (1925-1928)
| Ministro                   | Ministro         | Ministro                     | Partito      | Primo Ministro               | Mandato           | Mandato          |
| Ministro                   | Ministro         | Ministro                     | Partito      | Primo Ministro               | Inizio            | Fine             |
| Finanze                    | Finanze          | Finanze                      | Finanze      | Finanze                      | Finanze           | Finanze          |
| -------------------------- | ---------------- | ---------------------------- | ------------ | ---------------------------- | ----------------- | ---------------- |
|                            |                  | Myfit Libohova (1876-1927)   | Indipendente | Zogu II                      | 6 gennaio 1925    | 1º febbraio 1925 |
| Primo governo repubblicano | 1º febbraio 1925 | Myfit Libohova (1876-1927)   | Indipendente | 28 settembre 1925            |                   |                  |
|                            |                  | Sulejman Starova (1874-1934) | Indipendente | Secondo governo repubblicano | 28 settembre 1925 | 12 febbraio 1927 |
|                            |                  | Fejzi Alizoti (1874-1945)    | Indipendente | Terzo governo repubblicano   | 12 febbraio 1927  | 24 ottobre 1927  |
|                            |                  | Sulejman Starova (1874-1934) | Indipendente | Quarto governo repubblicano  | 24 ottobre 1927   | 11 maggio 1928   |
|                            |                  | Milto Tutulani (1897-1933)   | Indipendente | Quinto governo repubblicano  | 11 maggio 1928    | 5 settembre 1928 |

### Regno d'Albania (1928-1939)
| Ministro | Ministro | Ministro                      | Partito                               | Primo Ministro | Mandato          | Mandato         |
| Ministro | Ministro | Ministro                      | Partito                               | Primo Ministro | Inizio           | Fine            |
| Finanze  | Finanze  | Finanze                       | Finanze                               | Finanze        | Finanze          | Finanze         |
| -------- | -------- | ----------------------------- | ------------------------------------- | -------------- | ---------------- | --------------- |
|          |          | Milto Tutulani (1897-1933)    | Indipendente                          | Kota I         | 5 settembre 1928 | 6 marzo 1930    |
|          |          | Kolë Thaçi (1886-1941)        | Indipendente                          | Evangjeli II   | 6 marzo 1930     | 20 aprile 1931  |
|          |          | Lame Kareco (1886-1953)       | Indipendente                          | Evangjeli III  | 20 aprile 1931   | 11 gennaio 1933 |
|          |          | Abdurrahman Dibra (1885-1961) | Partito del Movimento per la Legalità | Evangjeli IV   | 11 gennaio 1933  | 21 ottobre 1935 |
|          |          | Rrok Gera (1901-1969)         | Indipendente                          | Frashëri       | 21 ottobre 1935  | 7 novembre 1936 |
|          |          | Kolë Thaçi (1886-1941)        | Indipendente                          | Kota II        | 9 novembre 1936  | 12 aprile 1939  |

### Protettorato italiano del Regno d'Albania (1939-1943)
| Ministro                                  | Ministro                                  | Ministro                                  | Partito                                   | Primo Ministro                            | Mandato                                   | Mandato                                   |
| Ministro                                  | Ministro                                  | Ministro                                  | Partito                                   | Primo Ministro                            | Inizio                                    | Fine                                      |
| Ministro Segretario di Stato alle finanze | Ministro Segretario di Stato alle finanze | Ministro Segretario di Stato alle finanze | Ministro Segretario di Stato alle finanze | Ministro Segretario di Stato alle finanze | Ministro Segretario di Stato alle finanze | Ministro Segretario di Stato alle finanze |
| ----------------------------------------- | ----------------------------------------- | ----------------------------------------- | ----------------------------------------- | ----------------------------------------- | ----------------------------------------- | ----------------------------------------- |
|                                           |                                           | Fejzi Alizoti (1874-1945)                 | Indipendente                              | Vërlaci II                                | 12 aprile 1939                            | 5 aprile 1940                             |
|                                           |                                           | Kemal Vrioni (1885-1952)                  | Indipendente                              | Vërlaci II                                | 5 aprile 1940                             | 3 dicembre 1941                           |
|                                           |                                           | Shuk Gurakuqi (1888-1969)                 | Indipendente                              | Merlika Kruja                             | 3 dicembre 1941                           | 18 gennaio 1943                           |
|                                           |                                           | Loro Musani (?-?)                         | Indipendente                              | Libohova I                                | 18 gennaio 1943                           | 12 febbraio 1943                          |
|                                           |                                           | Kosta Marku (1880-1944)                   | Indipendente                              | Bushati                                   | 12 febbraio 1943                          | 11 maggio 1943                            |
|                                           |                                           | Andon Beça (1879-1944)                    | Indipendente                              | Libohova II                               | 11 maggio 1943                            | 10 settembre 1943                         |
| Comitato amministrativo provvisorio       | Comitato amministrativo provvisorio       | Comitato amministrativo provvisorio       | Comitato amministrativo provvisorio       | Comitato amministrativo provvisorio       | 14 settembre 1943                         | 4 novembre 1943                           |

### Occupazione tedesca del Regno d'Albania (1943-1944)
| Ministro | Ministro | Ministro                   | Partito      | Primo Ministro | Mandato          | Mandato          |
| Ministro | Ministro | Ministro                   | Partito      | Primo Ministro | Inizio           | Fine             |
| Finanze  | Finanze  | Finanze                    | Finanze      | Finanze        | Finanze          | Finanze          |
| -------- | -------- | -------------------------- | ------------ | -------------- | ---------------- | ---------------- |
|          |          | Sokrat Dodbiba (1898-1956) | Indipendente | Mitrovica      | 5 novembre 1943  | 18 luglio 1944   |
|          |          | Rrok Gera (1901-1969)      | Indipendente | Dine           | 18 luglio 1944   | 6 settembre 1944 |
|          |          | Et'hem Cara (1905-1973)    | Indipendente | Biçakçiu       | 6 settembre 1944 | 23 ottobre 1944  |

### Repubblica Popolare Socialista d'Albania (1944-1991)
| Ministro   | Ministro          | Ministro                   | Partito                      | Primo Ministro               | Mandato          | Mandato          |
| Ministro   | Ministro          | Ministro                   | Partito                      |                              | Inizio           | Fine             |
| Finanze    | Finanze           | Finanze                    | Finanze                      | Finanze                      | Finanze          | Finanze          |
| ---------- | ----------------- | -------------------------- | ---------------------------- | ---------------------------- | ---------------- | ---------------- |
|            |                   | Ramadan Çitaku (1914-1990) | Partito del Lavoro d'Albania | Hoxha I                      | 23 ottobre 1944  | 22 marzo 1946    |
| Hoxha II   | 22 marzo 1946     | Ramadan Çitaku (1914-1990) | Partito del Lavoro d'Albania | 6 febbraio 1948              |                  |                  |
| Hoxha II   |                   |                            | Kiço Ngjela (1917-2002)      | Partito del Lavoro d'Albania | 6 febbraio 1948  | 23 novembre 1948 |
|            |                   | Abdyl Këllezi (1919-1977)  | Partito del Lavoro d'Albania | Hoxha III                    | 23 novembre 1948 | 5 luglio 1950    |
| Hoxha IV   | 5 luglio 1950     | Abdyl Këllezi (1919-1977)  | Partito del Lavoro d'Albania | 1º agosto 1953               |                  |                  |
|            |                   | Tuk Jakova (1914-1959)     | Partito del Lavoro d'Albania | Hoxha V                      | 1º agosto 1953   | 19 luglio 1954   |
|            |                   | Abdyl Këllezi (1919-1977)  | Partito del Lavoro d'Albania | Shehu I                      | 19 luglio 1954   | 3 giugno 1956    |
|            |                   | Aleks Verli (1920-?)       | Partito del Lavoro d'Albania | Shehu I                      | 4 giugno 1956    | 22 giugno 1958   |
| Shehu II   | 22 giugno 1958    | Aleks Verli (1920-?)       | Partito del Lavoro d'Albania | 17 luglio 1962               |                  |                  |
| Shehu III  | 17 luglio 1962    | Aleks Verli (1920-?)       | Partito del Lavoro d'Albania | 14 settembre 1966            |                  |                  |
| Shehu IV   | 14 settembre 1966 | Aleks Verli (1920-?)       | Partito del Lavoro d'Albania | 19 novembre 1970             |                  |                  |
| Shehu V    | 19 novembre 1970  | Aleks Verli (1920-?)       | Partito del Lavoro d'Albania | 28 ottobre 1974              |                  |                  |
|            |                   | Lefter Goga (1921-1997)    | Partito del Lavoro d'Albania | Shehu VI                     | 28 ottobre 1974  | 11 novembre 1976 |
|            |                   | Haki Toska (1920-1994)     | Partito del Lavoro d'Albania | Shehu VI                     | 12 novembre 1976 | 27 dicembre 1978 |
| Shehu VII  | 27 dicembre 1978  | Haki Toska (1920-1994)     | Partito del Lavoro d'Albania | 15 gennaio 1982              |                  |                  |
|            |                   | Qirjako Mihali (1929-2009) | Partito del Lavoro d'Albania | Çarçani I                    | 15 gennaio 1982  | 23 novembre 1982 |
| Çarçani II | 23 novembre 1982  | Qirjako Mihali (1929-2009) | Partito del Lavoro d'Albania | 16 febbraio 1984             |                  |                  |
| Çarçani II |                   |                            | Niko Gjyzari (1934)          | Partito del Lavoro d'Albania | 16 febbraio 1984 | 20 febbraio 1987 |
|            |                   | Andrea Nako (1934-1998)    | Partito del Lavoro d'Albania | Çarçani III                  | 20 febbraio 1987 | 22 dicembre 1990 |
|            |                   | Qemal Disha (1952)         | Partito del Lavoro d'Albania | Çarçani III                  | 22 dicembre 1990 | 22 febbraio 1991 |
| Nano I     | 22 febbraio 1991  | Qemal Disha (1952)         | Partito del Lavoro d'Albania | 10 maggio 1991               |                  |                  |

### Repubblica d'Albania (1991-presente)
| Ministro           | Ministro          | Ministro                | Partito                        | Primo Ministro               | Mandato           | Mandato           |
| Ministro           | Ministro          | Ministro                | Partito                        | Primo Ministro               | Inizio            | Fine              |
| Finanze            | Finanze           | Finanze                 | Finanze                        | Finanze                      | Finanze           | Finanze           |
| ------------------ | ----------------- | ----------------------- | ------------------------------ | ---------------------------- | ----------------- | ----------------- |
|                    |                   | Anastas Angjeli (1956)  | Partito del Lavoro d'Albania   | Nano II                      | 11 maggio 1991    | 11 giugno 1991    |
|                    |                   | Genc Ruli (1958)        | Partito Democratico d'Albania  | Bufi                         | 11 giugno 1991    | 18 dicembre 1991  |
|                    |                   | Robert Çeku (1955)      | Partito Repubblicano d'Albania | Ahmeti                       | 18 dicembre 1991  | 13 aprile 1992    |
| Economia e finanze |                   |                         |                                |                              |                   |                   |
|                    |                   | Genc Ruli (1958)        | Partito Democratico d'Albania  | Meksi I                      | 13 aprile 1992    | 23 novembre 1993  |
|                    |                   | Piro Dishnica (1957)    | Partito Democratico d'Albania  | Meksi I                      | 23 novembre 1993  | 4 dicembre 1994   |
|                    |                   | Dylber Vrioni (1946)    | Partito Democratico d'Albania  | Meksi I                      | 4 dicembre 1994   | 11 luglio 1996    |
| Finanze            |                   |                         |                                |                              |                   |                   |
|                    |                   | Ridvan Bode (1959)      | Partito Democratico d'Albania  | Meksi II                     | 11 luglio 1996    | 13 marzo 1997     |
|                    |                   | Arben Malaj (1961)      | Partito Socialista d'Albania   | Fino                         | 13 marzo 1997     | 25 luglio 1997    |
| Nano III           | 25 luglio 1997    | Arben Malaj (1961)      | Partito Socialista d'Albania   | 2 ottobre 1998               |                   |                   |
|                    |                   | Anastas Angjeli (1956)  | Partito Socialista d'Albania   | Majko I                      | 2 ottobre 1998    | 28 novembre 1999  |
| Meta I             | 28 novembre 1999  | Anastas Angjeli (1956)  | Partito Socialista d'Albania   | 6 settembre 2001             |                   |                   |
| Meta II            | 6 settembre 2001  | Anastas Angjeli (1956)  | Partito Socialista d'Albania   | 22 febbraio 2002             |                   |                   |
|                    |                   | Kastriot Islami (1952)  | Partito Socialista d'Albania   | Majko II                     | 22 febbraio 2002  | 29 luglio 2002    |
| Nano IV            | 29 luglio 2002    | Kastriot Islami (1952)  | Partito Socialista d'Albania   | 29 dicembre 2003             |                   |                   |
| Nano IV            |                   |                         | Arben Malaj (1961)             | Partito Socialista d'Albania | 29 dicembre 2003  | 11 settembre 2005 |
|                    |                   | Ridvan Bode (1959)      | Partito Democratico d'Albania  | Berisha I                    | 11 settembre 2005 | 16 settembre 2009 |
| Berisha II         | 16 settembre 2009 | Ridvan Bode (1959)      | Partito Democratico d'Albania  | 11 settembre 2013            |                   |                   |
|                    |                   | Shkëlqim Cani (1956)    | Partito Socialista d'Albania   | Rama I                       | 11 settembre 2013 | 17 febbraio 2016  |
|                    |                   | Arben Ahmetaj (1969)    | Partito Socialista d'Albania   | Rama I                       | 26 febbraio 2016  | 22 maggio 2017    |
|                    |                   | Helga Vukaj (?-?)       | Indipendente                   | Rama I                       | 22 maggio 2017    | 13 settembre 2017 |
|                    |                   | Arben Ahmetaj (1969)    | Partito Socialista d'Albania   | Rama II                      | 13 settembre 2017 | 17 gennaio 2019   |
|                    |                   | Anila Denaj (1973)      | Partito Socialista d'Albania   | Rama II                      | 17 gennaio 2019   | 18 settembre 2021 |
|                    |                   | Delina Ibrahimaj (1983) | Partito Socialista d'Albania   | Rama III                     | 18 settembre 2021 | 12 settembre 2023 |
|                    |                   | Ervin Mete (1983)       | Partito Socialista d'Albania   | Rama III                     | 12 settembre 2023 | 30 luglio 2024    |
|                    |                   | Petrit Malaj (1978)     | Indipendente                   | Rama III                     | 30 luglio 2024    | in carica         |

### Esplicative
1. ↑  Come delegato alle finanze.
2. ↑  Ricopre anche le cariche di Ministro della giustizia fino al 1º febbraio 1925 e, dalla medesima data, di Ministro degli affari esteri.
3. 1 2  Ricopre anche la carica di Viceministro degli affari esteri.
4. ↑  Ricopre anche la carica di Vice primo ministro fino al 23 novembre 1982.
5. ↑  Ricopre anche la carica di Vice primo ministro.
6. ↑  Finanze ed economia dal 13 settembre 2017 al 10 gennaio 2024, in seguito all'accorpamento dei due ministeri.

### Bibliografiche
1. ↑   admin, Kryetarët e Qeverisë Shqiptare *, su ShtetiWeb, 24 agosto 2012. URL consultato il 25 gennaio 2024.
2. ↑   kryeministria.al,  https://kryeministria.al/historia/. URL consultato il 25 gennaio 2024.